# Franz Pfeffer von Salomon

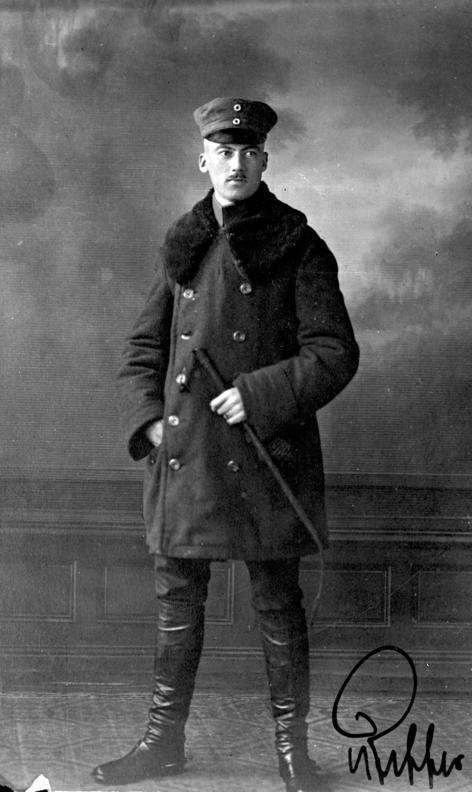
Franz Pfeffer von Salomon

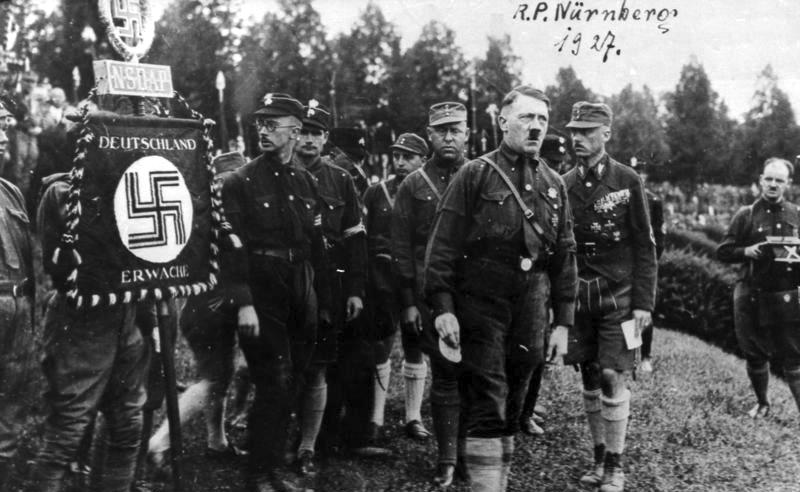
Franz Pfeffer von Salomon (rechts neben Hitler) auf dem Reichsparteitag der NSDAP 1927 in Nürnberg. Links Himmler, Heß, Gregor Strasser.

Franz Pfeffer von Salomon, meist kurz Franz von Pfeffer (* 19. Februar 1888 in Düsseldorf; † 12. April 1968 in München), war ein deutscher Offizier und Politiker. Er war Offizier im Ersten Weltkrieg und Gutsbesitzer, Führer des „Freikorps Westfalen“, NSDAP-Funktionär, Oberster SA-Führer und Reichstagsabgeordneter.

## Herkunft
Sein Urgroßvater Friedrich Peter Pfeffer war mit Josephine von Salomon verheiratet, sein Großvater Ferdinand Pfeffer (1822–1901) wiederum war preußischer Oberst der Kavallerie, als die niederrheinische Familie 1862 dann zu Schloß Babelsberg nobilitiert wurde. Seine Eltern waren der preußische Geheime Regierungsrat Max Pfeffer von Salomon (1854–1918) und dessen Ehefrau Anna von Clavé-Bouhaben (1862–1919), eine Tochter des preußischen Appellationsgerichtsrats und Gutsbesitzers in Königswinter Franz von Clavé-Bouhaben und dessen Ehefrau Maria Coninx.
Franz Pfeffer von Salomon war der ältere Bruder von Friedrich „Fritz“ Pfeffer von Salomon (1892–1961, Charlottenburg), dem Polizeipräsidenten in Kassel und Leiter der dortigen Gestapo.

## Leben
Pfeffer von Salomon studierte Rechtswissenschaften in Heidelberg, Marburg und Münster. In Heidelberg wurde er 1907 Mitglied des Corps Vandalia Heidelberg. Sein Referendarexamen legte er 1910 in Hamm ab. Er trat dann als Fahnenjunker in das Infanterie-Regiment Nr. 13 in Münster ein und avancierte 1911 zum Leutnant. Am Ersten Weltkrieg nahm er als Hauptmann und Bataillonskommandeur teil. Nach dem Kriegsende beteiligte er sich mit seinem „Freikorps Westfalen“ am Kapp-Putsch und bekämpfte die Aufstände im Ruhrgebiet gegen die dortige Rote Ruhrarmee sowie in Oberschlesien und im Baltikum. Wolfgang Kapps Sohn Friedrich Kapp war ein Consemester Pfeffer von Salomons bei den Heidelberger Vandalen.
Zwischen 1923 und 1925 engagierte er sich gegen die französisch-belgische Ruhrbesetzung und wurde von französischer Seite zum Tode verurteilt. 1924 gründete er gemeinsam mit Joseph Goebbels und Karl Kaufmann den Gau Westfalen der NSDAP. Zum 10. März 1925 trat er der Partei bei (Mitgliedsnummer 16.101). Ab 1926 leitete er den Gau Ruhr mit. Im Juni 1926 bewohnte Hitler für eine Woche bei seinem ersten Besuch in Westdeutschland ein Zimmer im Gut von Pfeffer. Der Adelssitz Haus Busch war seit 1920 von Pfeffer gepachtet. Hitler ernannte Franz Pfeffer von Salomon bei der Bildung der Obersten SA-Führung (OSAF) am 1. November 1926 zum „Obersten SA-Führer“. Heinrich Himmler wurde in München Pfeffers Sekretär.
Unter Pfeffer entwickelte sich die SA zu einem weitgehend unabhängigen, zentral gelenkten Kampfverband. Die Mitgliederzahl stieg von etwa 30.000 (1924) auf 80.000 (1930). Nach Konflikten mit Pfeffer von Salomon über den Einfluss der NSDAP auf die SA übernahm Hitler am 12. August 1930 selbst die Führung der SA; im Januar 1931 ernannte Hitler Ernst Röhm zum faktischen Führer der SA.
Von November 1932 bis November 1941 (in der NS-Zeit nannte er sich nur noch „von Pfeffer“, da „Salomon“ als typisch jüdischer Name verpönt war) war er Reichstagsabgeordneter der NSDAP und gehörte dem „Verbindungsstab des Führers“ in der Reichskanzlei an. Ab 1933 nahm Pfeffer wieder regelmäßig an den NSDAP-Reichsparteitagen in der alten Uniform mit dem Dienstrang eines SA-Oberführers teil.
Aufgrund parteiinterner Querelen mit Josef Wagner und seiner Bekanntschaft mit Rudolf Heß, der sich nach England abgesetzt hatte, fiel er in Ungnade. Er wurde auf Veranlassung Hitlers am 24. November 1941 aus der Partei ausgeschlossen. Nach dem Attentat auf Hitler am 20. Juli 1944 wurde er kurzzeitig inhaftiert.
Pfeffer engagierte sich während der späten 1940er und frühen 1950er Jahre im hessischen Landesverband der Deutschen Partei.

### Familie
Er heiratete Maria Raitz von Frentz (1895–1984), eine Tochter des Freiherren Adolf Raitz von Frentz (1843–1907). Das Paar hatte zwei Söhne und drei Töchter, darunter:
- Irmgard (1923–2017), Dr. rer. nat., Biologin ⚭ Friedemann von Wintzingerode (1913–1964), Farmer in Südafrika
- Erfa Mathilde (1925–2007), kaufmännische Angestellte ⚭ Curt Cruciger (1906–1991), kaufmännischer Angestellter
- Kunigunde (1927–2006), Dr. rer. nat., Biologin ⚭ Jobst Hülsemann (* 26. Juni 1926; † 2002), Dr. phil., Geologe
- Ferdinand (1929–2023), Dr. iur., Rechtsanwalt ⚭ Christa-Maria (1939–2022), Dipl.-Bibliothekarin
- Max (* 1932), Staatsanwalt in Kapstadt (Südafrika)

## Ideologische Ausrichtung
Nach Roger Griffin vertrat Pfeffer eine für den Nazismus typische völkische „totalitäre Ethik“, mit der der liberale Humanismus überwunden werden sollte. In einem Memorandum, das auf Weihnachten 1925 datiert und an die höhere Führerschaft der NSDAP gerichtet war, formulierte er einen laut Griffin „rücksichtslos antiegalitären Standpunkt bei der Frage, wie man bessere Deutsche hervorbringen könne“:
„In dieser Grundauffassung letzten Endes zu wurzeln, bezichtige ich das Strasserische Programm (und fürchte ich nur allzu viele Gedanken bezichtigen zu müssen, die in unserem Lager 'Sozialistisch' benannt werden). Es ist die jüdisch-liberal-demokratisch-marxistisch-humanitäre Grundauffassung. Solange unser Programm auch nur mit einer kleinen Wurzelfaser daraus saugt, ist es der Vergiftung, der Verkümmerung und dem elenden Untergang verfallen.“
In diesem Memorandum verkündete er auch, wer nicht Teil der neuen Volksgemeinschaft zu sein habe:
„Kein Erbarmen mit den letzten Stufen innerhalb dieser minderwertigen Gruppe. – Krüppel, Epileptikern, Blinden, Irren, Taubstummen, Trinkerheilanstalten- [sic], Fürsorgezöglingen, Waisen, Verbrechern, Dirnen, Sexualgestörten u. s. w. Jede Leistung für sie muß nicht nur den Leistungen an richtiger Stelle abgezogen werden, sondern wirkt unmittelbar der geplanten Zuchtwahl entgegen. Aber auch Dummen, Schwachen, Haltlosen, Energielosen, Erblich-Belasteten, Krankhaft-Veranlagten dürfen wir nicht nachweinen, weil sie 'schuldlos' untersinken. […] Die letzte Stufe heißt Untergang und Tod. Gewogen und zu leicht gefunden. Fruchtlose Bäume sollt ihr aushacken und ins Feuer werfen.“ (Die letzten beiden Sätze zitiert nach Dan 5,27  und Lk 3,9 .)

### Genealogie
- Gothaisches Genealogisches Taschenbuch der Briefadeligen Häuser 1942, Jg. 34. Zugleich Adelsmatrikel der Deutschen Adelsgenossenschaft, Justus Perthes, Gotha 1941, S. 379 ff.
- Walter von Hueck, Friedrich Wilhelm Euler: Genealogisches Handbuch der Adeligen Häuser, B (Briefadel), Band XIV, Band 78 der Gesamtreihe GHdA, C. A. Starke, Limburg an der Lahn 1981, S. 426. ISSN 0435-2408
- Walter von Hueck, Klaus von Andrian-Werburg: Genealogisches Handbuch der Adeligen Häuser, B (Briefadel), Band XX, Band 104 der Gesamtreihe GHdA, C. A. Starke, Limburg an der Lahn 1993, S. 333 ff. ISSN 0435-2408